# Prosotherium
Prosotherium — вимерлий рід Typotheres, лінії ссавців ряду Notoungulata. Він жив під час пізнього олігоцену (між ~ 29 і 24 млн років тому), і його скам'янілі останки були знайдені в Південній Америці.

## Опис
Ця тварина виглядом і розміром була схожа на кроликів. Його задні лапи були особливо довгими.

## Палеоекологія
Пізньоолігоценові території Патагонії представляють принаймні три роди гегетотерій із гіпсодонтними зубами: Prosotherium, Propachyrucos і Medistylus, останній іноді вважається Interatheriidae; це передбачає строгий розподіл екологічних ніш серед олігоценових гегетотерій, але також відображає дивовижне еволюційне випромінювання гризуноподібних унгулят протягом кайнозою Південної Америки та свідчить про екологічні відмінності між фауною Патагонії та фауною Уругваю та Болівії, де ці тварини були відсутні.

## Класифікація
Рід Prosotherium вперше був описаний у 1897 році Флорентіно Амегіно на основі скам’янілих останків, виявлених у Патагонії на теренах пізнього олігоцену. Типовим видом є Prosotherium garzoni, і Амегіно описав у цій же статті P. triangulidens, який був трохи більшим за типовий вид, а також P. robustum. P. quartum, четвертий вид, був описаний у 1901 році Амегіно. Тільки перша назва все ще вважається дійсною.